# Starowice (Konradów)
Starowice – część wsi Konradów w Polsce, położona w województwie opolskim, w powiecie nyskim, w gminie Głuchołazy.
W latach 1975–1998 Starowice administracyjnie należały do ówczesnego województwa opolskiego.

## Zabytki
Do rejestru zabytków Narodowego Instytutu Dziedzictwa wpisany jest:
- barokowy dwór z 1. połowy XVIII wieku, murowany, otynkowany.

Dwór został usytuowany na stoku wzniesienia, a frontem zwrócony na wschód. Budynek jest piętrowy, na sklepionych piwnicach; prostokątny z wydatnym ryzalitem na osi elewacji tylnej. 2-traktowy z obszerną sienią na osi, w przedłużeniu której znajduje się klatka schodowa (mieszcząca się w ryzalicie). W pomieszczeniu w narożniku południowo-wschodnim znajduje się sklepienie kolebkowe z lunetami, natomiast w pozostałych sufity. Elewacja frontowa jest 7-osiowa, lecz jest stylowe cechy zostały zatarte wraz z odnową budynku w 1900 roku. W elewacjach bocznych i częściowo w tylnej zachowane są podziały ramowe w tynku i okna w obramieniach uszatych, ujętych stiukową dekoracją o motywach regencyjnych. Dach mansardowy z nowymi lukarnami, kryty eternitem.

## Transport
Transport autobusowy w Starowicach obsługiwany był przez PKS Prudnik. W 2004 prudnicki PKS został sprywatyzowany z udziałem Connex Polska. W 2008, w wyniku połączenia spółek PKS Connex Prudnik i PKS Connex Kędzierzyn-Koźle, utworzona została spółka Veolia Transport Opolszczyzna, w 2013 przejęta przez Arriva Bus Transport Polska. W 2019 Arriva wycofała się z Prudnika. Wówczas organizacją przewozów pasażerskich w Starowicach i okolicy zajęły się ościenne PKS-y. W grudniu 2021 powołano Powiatowo-Gminny Związek Transportu „Pogranicze”, mający na celu poprawę jakości transportu.